# Стародубцев, Дмитрий Саматович
Дми́трий Сама́тович Староду́бцев (род. 4 мая 1986 года) — российский спортсмен, тренер. Является обладателем 4 дана. Мастер спорта международного класса по кёкусинкай. Чемпион Мира KWU (2013). Чемпион первенства и кубка России.

## Биография
Родился 4 мая 1986 года. Занимается Киокушин с 1995 года. Выпускник факультета физической культуры КемГУ.

## Достижения в спорте
Многократный чемпион СФО по юношам и юниорам,
Чемпион первенства России 2004, Барнаул,
Чемпион Кубка Росси среди молодежи 2005, Новосибирск,
Чемпион Межрегионального Чемпионата «Катана Кузбасса»,
Бронза Кубка России 2006, Кемерово,
Серебро Кубка Европы 2006, Великобритания(Лондон),
Чемпион Кубка России 2008, Кемерово,
Серебро Чемпионата России 2009, Ростов на Дону
Серебро Чемпионата России 2010, Москва,
Серебро Чемпионата России 2012, Кемерово
Серебро Чемпионата Европы по кекусин-кан, 2012 г., Армения;
Чемпион Всероссийских отборочных соревнований на Чемпионат мира KWU;
Чемпион Мира KWU, 2013, Болгария/София.

## Тренерская работа
В 2010-х годах тренировал в Губернском центре спорта (Кемерово), в 2016-17 году организовал клуб киокусинкай «KemDojo» совместно с Чмуневичем Сергеем Анатольевичем